# PlayStation Studios XDev
PlayStation Studios XDev (также известна как Sony XDev) — транснациональное подразделение PlayStation Studios по разработке компьютерных игр.
Первоначально студия входила в состав Studio Liverpool. XDev выступает в качестве основного партнера для собственных и сторонних студий, которые сотрудничают в разработке компьютерных игр.

## История
К 2021 году XDev расширила свою деятельность за пределы европейских партнерских отношений, объединив обязанности, которые ранее выполнялись студиями San Mateo Studio, Santa Monica Studio External Development Team и Japan Studio External Development Team под брендом XDev. В 2022 году европейская Sony Interactive впервые за 27 лет переехала в новый офис. С момента выпуска первой PlayStation студия располагалась в технологическом парке Уэвертри. В сентябре 2022 года Sony Interactive объявила о совместной работе XDev и японской студии Team Ninja над игрой Rise of the Ronin.
В феврале 2024 года стало известно, что недавно приобретенная студия Firesprite столкнулась с громкими увольнениями на фоне обвинений в токсичной корпоративной культуре в рамках расследования в отношении студии, начатого перед объявленными Sony на этой неделе увольнениями. Также было заявлено, что двое высокопоставленных работников студии поддержки XDev, привлеченные для руководства в Firesprite, были обвинены в сексуальной дискриминации и дискриминации по возрасту. После внутреннего расследование проведенное Sony, обвинения были отклонены как «недоразумение».

## Разработанные игры

### 2000-е
| Год  | Название        | Студия            |
| ---- | --------------- | ----------------- |
| 2007 | MotorStorm      | Evolution Studios |
| 2007 | Heavenly Sword  | Ninja Theory      |
| 2008 | LittleBigPlanet | Media Molecule    |

### 2010-е
| Год  | Название              | Студия                               |
| ---- | --------------------- | ------------------------------------ |
| 2010 | Heavy Rain            | Quantic Dream                        |
| 2013 | Beyond: Two Souls     | Quantic Dream                        |
| 2014 | LittleBigPlanet 3     | Sumo Digital                         |
| 2015 | Until Dawn            | Supermassive Games                   |
| 2018 | Detroit: Become Human | Quantic Dream                        |
| 2019 | Death Stranding       | Kojima Productions / Guerrilla Games |

### 2020-е
| Год          | Название                        | Студия                               |
| ------------ | ------------------------------- | ------------------------------------ |
| 2020         | Dreams                          | Media Molecule                       |
| 2020         | Predator: Hunting Grounds       | Illfonic                             |
| 2020         | Sackboy: A Big Adventure        | Sumo Digital                         |
| 2021         | Destruction Allstars            | Lucid Games                          |
| 2021         | Returnal                        | Housemarque                          |
| 2024         | Rise of the Ronin               | Team Ninja                           |
| 2024         | Stellar Blade                   | Shift Up Corporation                 |
| 2024         | Until Dawn                      | Ballistic Moon                       |
| 2025         | Death Stranding 2: On The Beach | Kojima Productions / Guerrilla Games |
| Будущие игры |                                 |                                      |
| TBA          | Firewall Ultra                  | First Contact Entertainment          |